# Parafia Matki Bożej Bolesnej w Górach Wysokich
Parafia Matki Bożej Bolesnej w Górach Wysokich – parafia rzymskokatolicka, znajdująca się w diecezji sandomierskiej, w dekanacie Zawichost.

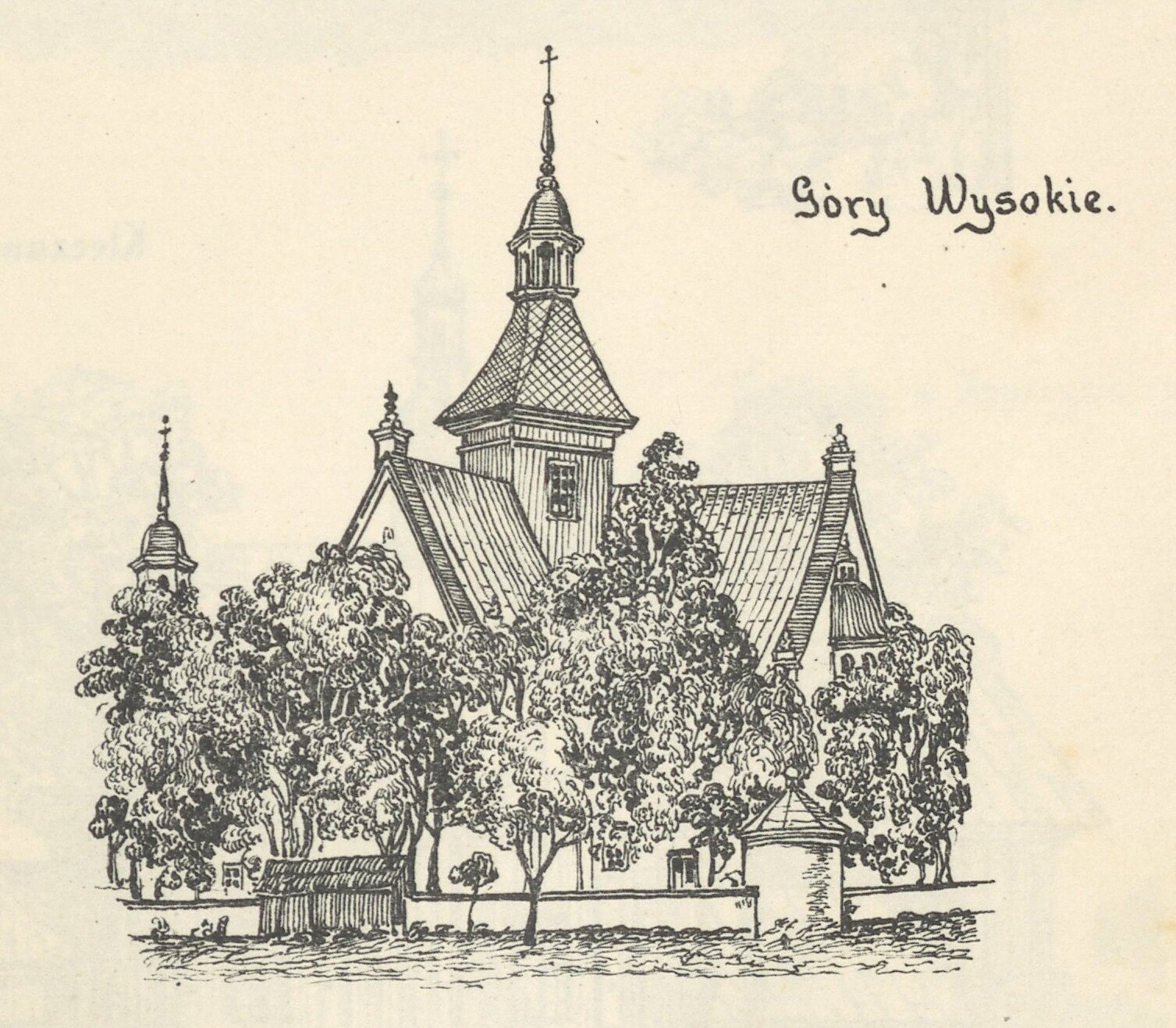
Kościół przed 1915